# Raffi Hovannisian
Raffi K. Hovhannisian (armeniska: Րաֆֆի Կ. Ռիչարդի Հովհաննիսյան), född 20 november 1959 i Fresno i USA, är en armenisk politiker och landets första utrikesminister. Han leder för närvarande oppositionspartiet Fädernearvet. 
Raffi Hovannisian har studerat vid University of California, Los Angeles, Georgetown University Law Center och vid Tufts University. Han är äldste son till Richard Hovhannisian, professor i armenisk och främre Orientens historia vid University of California. Han är gift och har 4 barn.
Hovhannisian deltog i protesterna i Armenien 2011 då han hungerstrejkade vid frihetstorget i Jerevan. Hungerstrejken inleddes den 15 mars 2011, och Hovhannisian avslutade sin den 30 mars.

### Fotnoter
1. ↑  Officiell biografi Arkiverad 27 september 2007 hämtat från the Wayback Machine. heritage.am
2. ↑  ”Armenian Opposition Leader Ends Hunger Strike”. Radio Free Europe/Radio Liberty. 31 mars 2011. http://www.rferl.org/content/armenian_opposition_leader_ends_hunger_strike/3542633.html.
3. ↑  ”Human Rights Defender Supports Right of Peaceful Assembly”. Hetq Online. 19 april 2011. Arkiverad från originalet den 20 april 2012. https://web.archive.org/web/20120420011350/http://hetq.am/eng/news/438/. Läst 9 maj 2012.
4. ↑  ”Armenian intellectuals stage sit-down strike in Liberty Square”. NEWS.am. 2 april 2011. http://news.am/eng/news/53781.html.